# En passant
En passant (francosko mimogrede) je šahovska poteza, s katero lahko igralec s svojim kmetom izjemoma vzame nasprotnikovega kmeta, ki se je v prejšnji potezi iz svoje začetne razporeditve ravnokar pomaknil za dve polji naprej. To pravilo lahko izvede le kmet nemudoma po premiku kmeta za dve polji iz svoje izhodiščne razporeditve in je edino šahovsko pravilo s katerim kakšna figura vzame drugo, ne da bi se pri tem pomaknila na njeno polje.
- Črni kmet pred napredovanjem
- Položaj po premiku z začetnega polja

Pravilo seveda velja za oba igralca, ki ga lahko izvajata v katerikoli fazi igre, če jima razporeditev to omogoča. Pomembno pa je, da se en passant izvede takoj za premikom nasprotnika in ne šele čez dve ali več potez. 
- Črni kmet pred napredovanjem
- Položaj po premiku z začetnega polja

To pravilo se zaradi redkosti uporabe in zato, ker nam jemanje en passant nekaj pove o preteklosti igre (namreč, da se je nasprotnikov kmet premaknil za dve polji naprej, ne pa morebiti dvakrat jemal), pogosto pojavlja v problemih retrogradne analize.